# Kayoko Kudō
Kayoko Kudō (jap. 工藤佳代子 Kudō Kayoko; ur. 14 stycznia 1988) – japońska zapaśniczka walcząca w stylu wolnym. Piąta na mistrzostwach świata w 2012. Brązowa medalistka mistrzostw Azji w 2015. Pierwsza w Pucharze Świata w 2014 i 2015 roku.